# كارل رايت (لاعب كريكت)
كارل رايت (17 سبتمبر 1977 في جامايكا - ) (بالإنجليزية: Carl Wright)‏ هو لاعب كريكت أمريكي. شارك مع منتخب الولايات المتحدة الوطني للكريكت ومنتخب جامايكا الوطني للكريكت.